# Elliott Heap
Elliott Heap, né le 6 janvier 1998, est un coureur cycliste britannique, spécialiste de la descente VTT et du four-cross. Il participe également à des épreuves de l'Enduro World Series.

## Biographie
En 2019, il devient vice-champion du monde de four cross.

## Palmarès

### Championnats du monde
- Val di Sole 2018
  - 4e du four cross
- Val di Sole 2019
  -  Médaillé d'argent du four cross

### Coupe du monde
- Coupe du monde de descente juniors
  - 2016 : 3e du classement général, trois podiums